# Óscar Duarte
Pour le footballeur portugais, voir Óscar Duarte (football, 1950).
Pour les articles homonymes, voir Duarte.
Óscar Esaú Duarte Gaitán est un footballeur international costaricien, d'origine nicaraguayenne, né le 3 juin 1989 à Masaya au Nicaragua évoluant au poste de défenseur à Al-Wehda FC.

## Biographie

### En club
Duarte signe au Levante UD le 1er août 2019 pour deux saisons.

### En sélection
Duarte est titulaire dans la défense d'un surprenant Costa Rica lors de la Coupe du monde 2014 au Brésil avec qui il atteint les quarts de finale. Il en profite pour inscrire son premier but en sélection lors du premier match de poule contre l'Uruguay pour une victoire 3-1.
Le 3 novembre 2022, il est sélectionné par Luis Fernando Suárez pour participer à la Coupe du monde 2022.

## Palmarès
- Club Bruges KV
  - Coupe de Belgique
    - Vainqueur :  2015

  - Championnat de Belgique
    - Champion : 2016